# Traudl Junge
Pour les articles homonymes, voir Junge.
Traudl Junge, née Gertraud Humps le 16 mars 1920 à Munich en Allemagne et morte le 10 février 2002 à Munich, fut la secrétaire particulière d'Adolf Hitler de 1942 à 1945.

## Biographie
Selon les notices biographiques du livre de Rochus Misch J'étais garde du corps d'Hitler, elle est née sous le nom de Gertraud Humps en 1920 à Munich (Bavière), où elle fait des études de commerce.
Elle entre comme secrétaire à la chancellerie du Reich en septembre 1942 avant de devenir la secrétaire de Hitler le 30 janvier 1943. Elle a 22 ans quand elle est sélectionnée parmi neuf candidates, puis finalement quatre finalistes par le Führer. Elle se destinait à être danseuse comme le fut sa sœur, mais en tant que soutien de famille, il lui fallait gagner sa vie pour aider sa mère. Son activité est centrée sur la correspondance personnelle et protocolaire d'Hitler, et elle n'a pas accès à sa correspondance militaire. 
Elle épouse en 1943 l'officier SS Hans-Hermann Junge (1914-1944), mort au combat en France.
Elle accompagne Hitler dans son dernier refuge à Berlin et est chargée de taper son testament à la machine. Elle s'enfuit peu après le suicide du dictateur.
En 1945, en captivité en URSS, elle vit avec un officier russe[réf. nécessaire]. En 1946, elle s'enfuit en Bavière, où elle est arrêtée. Emprisonnée durant 6 mois, elle est libérée en 1947, elle poursuit sa carrière de secrétaire et journaliste dans divers magazines.
Elle écrit ses mémoires et meurt d'un cancer à l'âge de 81 ans, en 2002 à Munich.

## Filmographie
Traudl Junge, âgée, témoigne au début et à la fin du film La Chute, dans lequel son personnage est incarné par l'actrice Alexandra Maria Lara. Lors de son témoignage, alors qu'elle parle des six millions de Juifs assassinés lors de la Shoah et du fait que la résistante au nazisme Sophie Scholl ait été condamnée et décapitée l'année même où elle entrait au service de Hitler, elle déclare : « La jeunesse n’est pas une excuse, on aurait dû s’enquérir de certaines choses ».
Elle est également interviewée dans la série britannique documentaire Le Monde en guerre et dans la série documentaire Les Complices d'Hitler - Himmler, l'exécuteur.